# Trajano Machado Gontijo Filho
Trajano Machado Gontijo Filho (Bambuí, 1929- Goiânia, 2017) foi um médico, político e pecuarista brasileiro filiado ao Partido Democrático Social, que serviu como o 9.º prefeito de Porangatu e prefeito de Tocantinópolis.
Seu mandato foi marcado pela aquisição do prédio do Banco do Brasil para funcionamento municipal, pela construção de 400 km² de calçamento e asfalto na cidade, ampliação da rede elétrica, instalar o Centro de Tradições, construir o prédio da Faculdade de Educação, Ciências e Letras de Porangatu (FECELP), entre outros. Trajano foi ainda, responsável pela instalação e fundação do Hospital São José. Ele era casado com a política, pedagoga, jurista e escritora Ana Braga Machado Gontijo.

## Primeiros anos
Nascido em Bambuí, em 1929, Trajano se formou em medicina pela Escola Paulista de Medicina de Ribeirão Preto, ele era presente no atual estado de Tocantins, anteriormente, Goiás. Em 1958, conheceu Ana Braga Queiroz, ex-procuradora do Estado e deputada estadual por Goiás, viúva de Luiz de Queiroz. Trajano casou-se com Ana Braga no mesmo ano e essa se transferiu para Tocantinópolis, para acompanhar o marido como prefeito. Dois anos depois, ambos se retiraram para Porangatu, sob convite do dr. Visconde.

### Médico nomeado de São Paulo
Em 21 de março de 1958, o governador de São Paulo, Jânio Quadros, nomeou Trajano Machado como médico interino classe "T" da Divisão do Serviço do Interior, que correspondia ao Departamento de Saúde do Estado.

## Carreira Política

### Prefeito de Tocantinópolis
Em 1960 ele foi eleito prefeito municipal da cidade de Tocantinópolis, que à época pertencia ao estado de Goiás. Dado esse fato, sua esposa continuou exercendo a legislatura estadual. Em 1962, por convite do amigo e igualmente médico, Dr. Visconde, Trajano Machado se transferiu com Ana Braga para a cidade de Porangatu.

### Vice-prefeito de Porangatu
Em 1962, ele se instalou na cidade com a esposa, se tornando renomado na área da medicina, apelidado de ´´bisturi de ouro´´. Mais tarde, no ano de 1973, Trajano tomou posse como vice-prefeito pelo ARENA  , na chapa do também arenista Luiz Antônio de Carvalho. Ele exerceu a função até 1977, quando tomou posse como prefeito.

### Prefeito de Porangatu
No ano de 1976, Trajano foi eleito prefeito do munícipio novamente pela ARENA, partido de governo da ditadura. Ele desligou-se do partido com a extinção do mesmo, em 1979 e filiou-se ao novo PDS.  Um dos seus secretários de governo era o próprio Luiz do Gote.
Seu mandato foi marcado por uma série de políticas desenvolvimentistas na cidade. Dentre esses atos estão,  compra do prédio do Banco do Brasil para atender ao munícipio, a compra da Casa Jaguatirica e transformação no Museu Municipal Ângelo Rosa de Moura, o incentivo à criação do ponto de redistribuição da Coca-Cola, a construção de mais de 400km² de calçadas e asfaltos, a construção do prédio da FECELP, aumento da rede elétrica de Porangatu, construção de 3 escolas na zona rural e da escola Maria das Graças. Seu mandato durou até 1983, quando foi substituído pelo seu opositor, João Gonçalves dos Reis.

## Morte
Após o fim de seu mandato, Trajano auxiliou na fundação do Hospital São José na cidade, em funcionamento até hoje. Ele faleceu em Goiânia, na UTI do Hospital do Coração, ele sofria do mal de Alzheimer no dia 14 de fevereiro de 2017, aos 88 anos. No dia 15, ele foi velado em Porangatu, num funeral de Estado. Trajano havia se divorciado de Ana Braga em 1979.